# De två saliga
De två saliga är Ingmar Bergmans tredje film utifrån ett Ulla Isaksson-manus, efter Nära livet och Jungfrukällan. Det är en TV-film från 1986.

## Handling
I centrum för filmen står den medelålders lärarinnan Viveka (Harriet Andersson) och hennes något yngre make Sune (Per Myrberg). Kärleken har gjort Viveka sårbar och svartsjuk och sakta men säkert omvandlas deras äktenskap till en nattsvart folie à deux.

## Medverkande
- Harriet Andersson: Viveka Burman
- Per Myrberg: Sune Burman
- Christina Schollin: Annika
- Lasse Pöysti: doktor Dettow
- Irma Christenson: fru Storm
- Björn Gustafson: en granne

## Produktion och mottagande

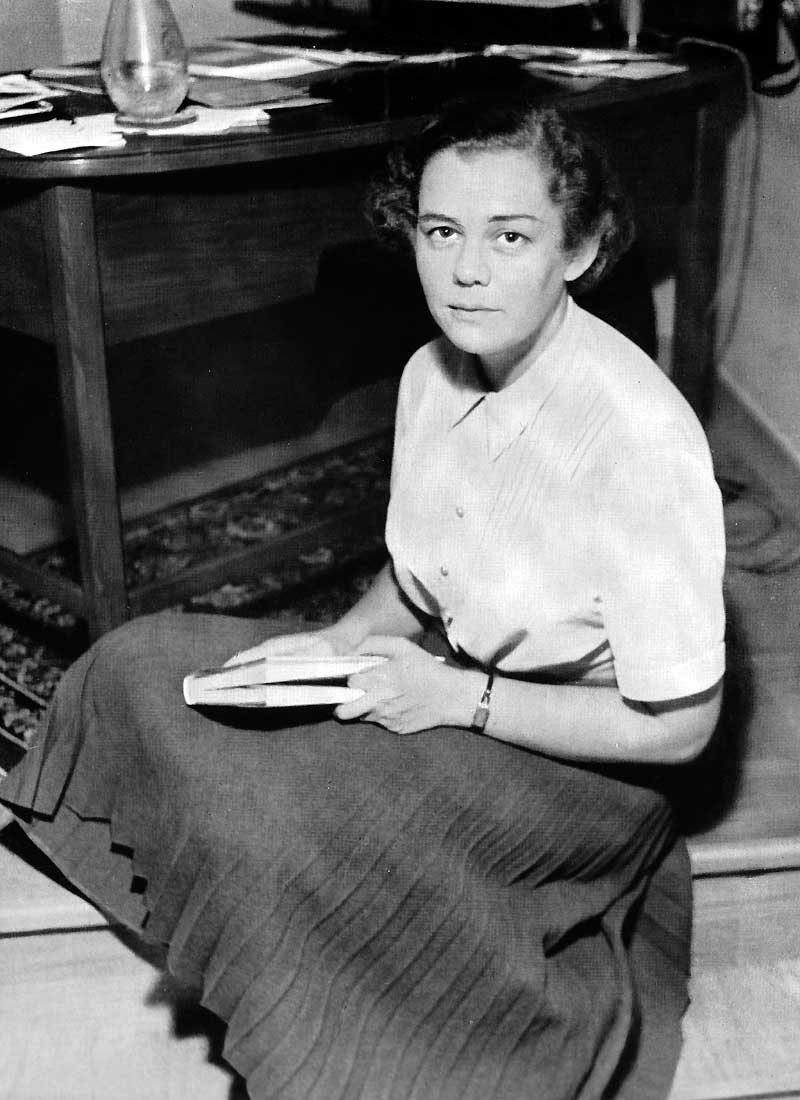
De två saliga var den tredje Ingmar Bergman-filmen efter manus av Ulla Isaksson (bilden).

Efter problemen med lanseringen av Efter repetitionen, som trots Bergman motsättningar biodistribuerades utomlands, övergav Bergman 35-millimetersformatet för att istället spela in med TV-teknik. De två saliga blev därför först ut med denna för Bergman ovana apparatur.
Harriet Andersson har berättat hur hon faktiskt fick en stöt av den vattenkran som hon i filmen, på grund av sin sinnessjukdom, inbillar sig är strömförande. Bergman blev så upprörd över detta "nys" att han skällde ut henne efter noter. Snart tyngd av dåligt samvete bad han om ett askfat till Harriet och hennes motspelare Per Myrberg, trots att han avskydde cigaretter och det var strängt förbjudet att röka i studiomiljön.
TV-filmen mottogs av blandad kritik och omskrevs som såväl stark och medlidsam som kall och klinisk.
Den belönades med ett pris i Venedigbiennalens TV-sektion.

## Produktionsuppgifter
- Produktionsland: Sverige
- Produktionsbolag: Sveriges Television AB TV2
- Förlaga: De två saliga (Roman) av Ulla Isaksson
- Färgsystem: Färg
- TV-visning: 1986-02-19, TV2, Sverige, 81 minuter